# ジャン・マリア・コロニ
ジャン・マリア・コロニ（Jean Maria Coloni, 生年不明 - 1577年頃?）は、16世紀フランスで活動した医師・占星術師。イタリア・ピエモンテの出身で、イタリア語表記での名はジョヴァンニ・マリア・コロニ（Giovanni Maria Coloni）。フランスではドーフィネ地方のロマン（ロマン＝シュル＝イゼール）に住んでいたという。
1570年代に、以下の暦や占いの書を刊行した。
- 『1574年の四季に沿った全般的・個別的予兆 Les Présages généraux & particuliers, selon les quatre révolutions de l’an 1574』（パリ/ リヨン、1574年）
- 『1575年向けの全般的占筮 Prognostication générale pour l'année MDLXXV』（パリ、1575年）
ガリカデジタル図書館（フランス国立図書館）で公開されている。
- 『1582年までの6年間の予見 Prévoyances pour six années jusques à l'an MDLXXXII』（パリ、1575年頃）
- 『1576年向けの驚異の占筮 Pronostication merveilleuse pour l’année 1576』（ルーアン、1576年）
- 『1577年向けの暦と予兆 Almanach & Présages pour l’an 1577』（ルーアン、1577年）
- 『1578年向けの暦 Almanach pour l'an de salut M. D. LXXVIII』（リヨン、1577年頃）
ガリカデジタル図書館で公開されている。

アントワーヌ・クレスパンが1577年末に刊行した文献では、コロニはノストラダムスの模倣者たちの同類として言及されている。そして、そこには彼が1年前に没したことも書かれており、これが正しいのなら、コロニは1576年末か遅くとも1577年初め頃には没していたことになる。事の真偽は定かではないが、1577年頃を境に活動が見られなくなっているのは事実である。
なお、彼の仕事を引き継ぐかのように、息子にあたるというマルク・コロニ（Marc Coloni, 生没年不明）も、以下のように類似の文献を刊行している。
- 『占筮付きの1580年向けの暦 Almanach pour l’an de grâce 1580.avec la pronostication』（パリ、1579年）
- 『1582年向けの暦と多くの予言 Almanach et amples prédictions pour l’an de Jesus Christ 1582』（パリ、1582年）
収録されている四行詩には、ノストラダムスの『百詩篇集』からの盗用が含まれている。